# Celenas
Celenas (en griego, Κελαιναὶ) fue una ciudad antigua de Frigia y capital de la satrapía persa de Frigia. Estaba situada cerca del nacimiento del río Meandro, en el centro de la actual Turquía y en la gran ruta comercial hacia el este.
Heródoto la menciona en el libro VII de sus Historias, cuando describe la ruta seguida por Jerjes en su invasión de Grecia en el año 480 a. C.:

En su viaje a través de Frigia alcanzaron Celenas, donde nacen dos ríos, el Meandro y uno llamado Cataractes, que es tan ancho como el Meandro. El Cataractes nace exactamente en la plaza principal de Celenas, y desemboca en el Meandro. Otra peculiaridad de la plaza de Celenas es que la piel del sileno Marsias está colgada allí, donde se colgó, según una leyendo local frigia, después de que Marsias fuera desollado por Apolo.

Años después Jenofonte la describe en la Anábasis como uno de los lugares en los que Ciro acampa con su ejército en el año 401 a. C. en su camino hacia el centro del imperio persa:

Allí Ciro tenía un palacio y un gran parque lleno de fieras salvajes, donde él solía cazar a caballo cada vez que quería hacer ejercicio él y ejercitar a sus caballos. Por el centro del parque fluye el río Meandro, cuyos manantiales están dentro del palacio, y fluye también a través de la ciudad de Celenas. En Celenas hay también un palacio fortificado del Gran Rey, sobre las fuentes de otro río, el Marsias, a los pies de la acrópolis. También este río fluye por la ciudad, y desemboca en el Meandro; su anchura es de veinticinco pies.
Jenofonte, Anábasis 1.2.7-8.

En el 394 a. C. Agesilao II, cuando llega al Meandro en su avance a través de Frigia, consultó un oráculo acerca de si debía o no atacar Celenas. Al recibir una respuesta negativa, regresó a Éfeso.
En el invierno del 333 a. C. Alejandro Magno acampó fuera de la ciudad. Su acrópolis se le resistió durante largo tiempo, pero finalmente llegó a un acuerdo de rendición. Su sucesor Eumenes la convirtió durante un tiempo en su cuartel general, y lo mismo hizo Antígono I el Tuerto hasta el 301 a. C.
De Lisímaco pasó a Seleuco I Nicátor, cuyo hijo Antíoco I Soter, en vista de su importancia estratégica, la refundó en una ubicación más accesible con el nombre de Apamea.